# 슈로
슈로(암하라어: ሽሮ šəro), 슈로 워뜨(암하라어: ሽሮ ወጥ šəro wäṭ), 또는 써브히 슈로(티그리냐어: ጸብሒ ሽሮ ṣäbhi šəro)는 에티오피아와 에리트레아의 음식이다. 병아리콩이나 누에콩을 갈아 만든 스튜와 비슷한 음식으로, 잘게 썬 양파와 다진 마늘, 그리고 지역에 따라 간 생강, 잘게 썬 토마토, 고추 등을 넣어 만든다. 은저라/따이타나 끼따 등 납작빵에 올려 먹는다.

## 같이 보기
- 누에콩 수프
- 도로 워뜨
- 풀 메담메스
- 즈그니